# Четвинд-Толбот, Чарльз, 19-й граф Шрусбери
Чарльз Джон Четвинд-Талбот, 19-й граф Шрусбери, 19-й граф Уотерфорд, 4-й граф Толбот (англ. Charles John Chetwynd-Talbot, 19th Earl of Shrewsbury, 19th Earl of Waterford, 4th Earl Talbot; 13 апреля 1830 — 11 мая 1877) — английский аристократ и консервативный политик, капитан почетного корпуса джентльменов (1875—1877). С 1849 по 1868 год носил титул учтивости — виконт Ингестре.

## Ранняя жизнь
Родился 13 апреля 1830 года. Старший сын адмирала Генри Джона Четвинда-Толбота, 18-го графа Шрусбери (1803—1868), и леди Сары Элизабет Бересфорд (1807—1884), дочери Генри Бересфорда, 2-го маркиза Уотерфорда.
Чарльз Четвинд-Толбот получил образование в Итонском колледже (Виндзор, графство Беркшир) и Мертон-колледже Оксфордского университета (Оксфорд, графство Оксфордшир).
22 мая 1849 года виконт Ингестре получил чин лейтенанта Стаффордширских йоменов. 17 января 1851 года ему был пожалован чин корнета и суб-лейтенанта в 1-м полку лейб-гвардии. 25 марта того же года виконт Ингестре получил чин капитана Стаффордширских йоменов. 5 августа 1853 года он купил себе чин поручика в 1-го полка лейб-гвардии. В конце 1854 года виконт Ингестре завершил свою военную службу в британской армии. 1 ноября 1856 года он был назначен заместителем лейтенанта графства Стаффордшир.
4 июля 1868 года после смерти своего отца Чарльз Четвинд-Толбот унаследовал титулы 19-го графа Шрусбери, 19-го графа Уотерфорда, 19-го лорда-стюарда Ирландии, 4-го графа Толбота, 4-го виконта Ингестре и 6-го барона Толбота.

## Политическая карьера
Виконт Ингестре был впервые избран в Палату общин Великобритании в качестве одного из двух представителей от Стаффорда в 1857 году, занимал депутатское место до 1859 года . В 1859—1865 годах представлял Северный Стаффордшир в Палате общин. 13 июля 1864 года он был произведен в майоры Стаффордширских йоменов. В 1868 году он заседал в парламенте от Стэмфорда. В этом же году после смерти своего отца он вошел в состав Палаты лордов. С 1875 по 1877 год граф Шрусбери занимал должность капитана почетного корпуса джентльменов во второй консервативной администрации под руководством Бенджамина Дизраэли. В 1874 году он стал членом Тайного Совета Великобритании.

## Семья

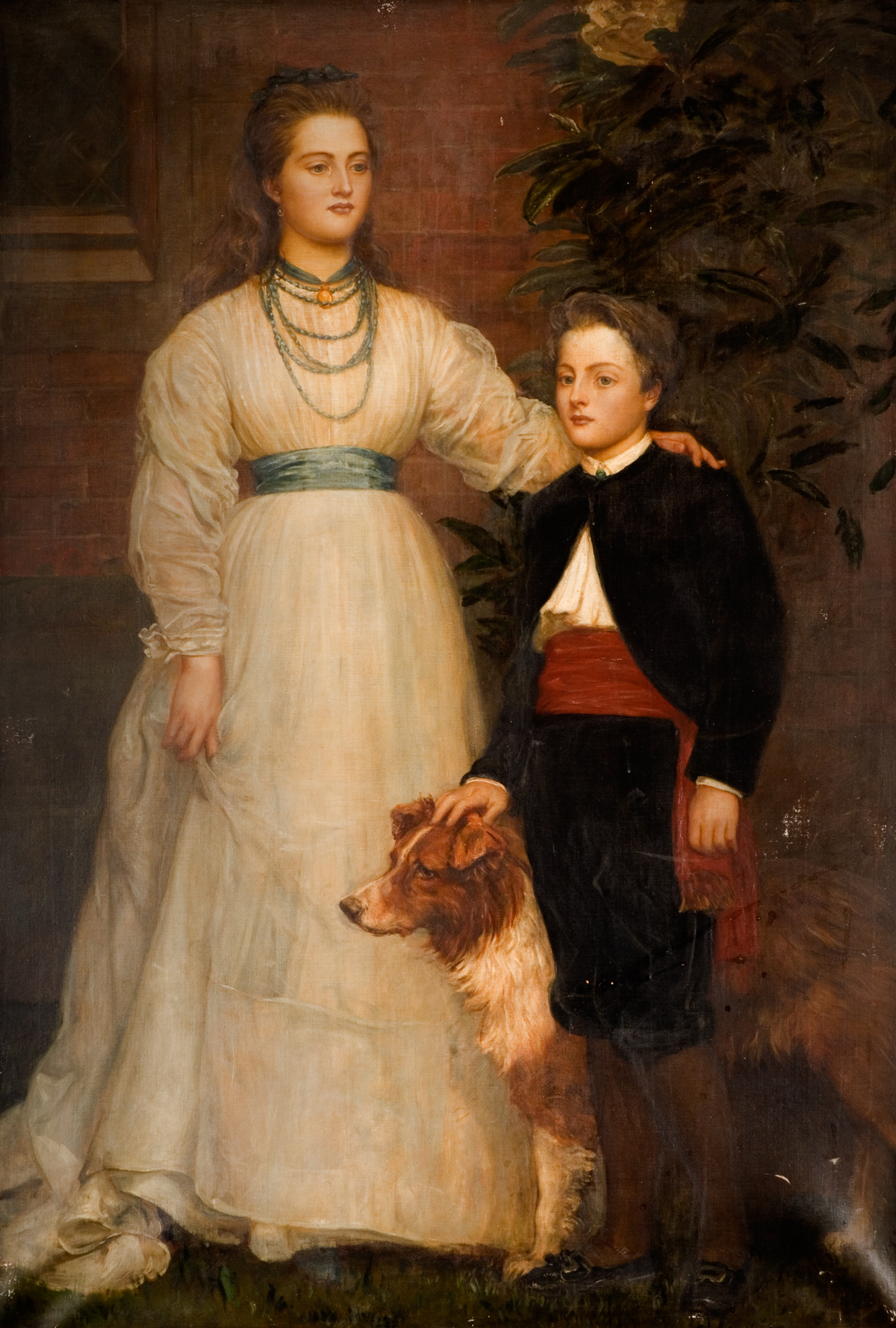
Портрет его детей, старшей дочери Терезы и единственного сына Чарльза

15 февраля 1855 года виконт Ингестре женился на Анне Терезе Кокерелл (20 февраля 1836 — 29 июля 1912), дочери капитана Ричарда Хоу Кокерелла (1798—1839) и его жены Терезы Ньюкомен, позднее леди Эглинтон. Новая леди Шрусбери была падчерицей 13-го графа Эглинтона и сводной сестрой 14-го и 15-го графов Эглинтон. У них родилось четверо детей:
- Леди Тереза Сьюзи Хелен Четвинд-Толбот (ум. 16 марта 1919), жена с 1875 года Чарльза Стюарта Вейна-Темпеста-Стюарта, 6-го маркиза Лондондерри (1852—1915) и мать 7-го маркиза Лондондерри
- Леди Гвендолин Тереза Четвинд-Толбот (ум. 20 января 1919), 1-й муж с 1877 года полковник Эдвард Чаплин (1842—1883), 2-й муж с 1887 года майор Арчибальд Козмо Литтл (ум. 1934)
- Леди Мюриэль Фрэнсис Луиза Четвинд-Толбот (ок. 1860 — 2 марта 1925), 1-й муж с 1876 года Уильям Реджинальд Данкомб, виконт Хелмсли (1852—1881), 2-й муж с 1885 года Хью Дарби Аннесли Оуэн (ум. 1908)
- Чарльз Генри Джон Четвинд-Толбот, 20-й граф Шрусбери (13 ноября 1860 — 7 мая 1921)[12], преемник отца.

Чарльз Четвинд-Толбот, 19-й граф Шрусбери, внезапно скончался в мае 1877 года в возрасте 47 лет. Его титулы и поместья унаследовал его единственный сын, Чарльз Четвинд-Толбот, виконт Ингестре, ставший 20-м графом Шрусбери. Графиня Шрусбери умерла в июле 1912 года в возрасте 76 лет.